# Liferay
A Liferay egy nyílt forráskódú, Java nyelven írt portál-keretrendszer. Az LGPL licenc alatt a közösségi verzió (Community Edition) szabadon letölthető, de létezik vállalatoknak szánt változata is (Enterprise Edition).
A Liferay tartalmaz egy CMS-t (Content management system), valamint megvalósítja a Java Portlet 2.0.-t is (JSR286), így szabványos portlet konténerként is viselkedik. Az alapváltozat is sok beépített általános célú portletet tartalmaz (blog, wiki, fórum stb.). Működéséhez csak egy Web Container implementációra van szükség, így bármilyen java-alapú alkalmazásszerveren futtatható. Beépített adatbázisa révén (HISQL) külső adatbázis nélkül is képes futni, ami elsősorban fejlesztői környezetekben előnyös. Produkciós környezetben inkább egy standard JDBC driverrel rendelkező robusztus adatbázis használata ajánlott.

## Története
Liferay, Inc. egy nyílt forráskódú szoftvereket fejlesztő cég, emellett ingyenes dokumentációt és fizetős professzionális szolgáltatásokat nyújt a szoftvereik számára. Főleg a vállalati portál technológiára összpontosít. A cég székhelye az USA-ban, Kalifroniában, Diamond Bar-ban található.
A Liferay Portal-t 2000-ben írta Brian Chan (vezető szoftver architect), hogy biztosítson egy vállalati portál megoldást nonprofit szervezetek számára.
A céget 2004-ben jegyezték beLiferay Inc. néven, majd megalakították a német leányvállalatot, a Liferay GmbH-t. 2007-ben a cég megnyitotta az új ázsiai központjait Dalian-ban, Kinában, továbbá a spanyol Liferay SL leányvállalatot. 2009 márciusában jelent meg a cég az indiai Bangalore-ban. A budapesti iroda 2010-ben nyílt. Eddig 18 irodája van 15 országban világszerte több mint 110 partnerrel 40 országban.

## Főbb komponensek / felhasznált APIk
Futásához EJB konténer nem szükséges, egy normál web konténer is elegendő.
A következő komponensekből áll:
- Apache Ant-ra és Apache Ivy-ra ill. Apache Maven-re épülő SDK fejlesztőkörnyezet
- JSR286-os portlet konténer megvalósítás
- Tartalomkezelés – statikus tartalmak, oldal szerkezetek felépítése, sablonok kezelése
- Jackrabbit – beépített JCR (Java Content Repository) megvalósítás a bináris és text alapú tartalmak tárolására, keresésére
- Log4j – logoláshoz
- Axis – szolgáltatási réteg webszolgáltatásként való publikálásához beépített támogatás
- Quartz Job – ütemezett feladatok támogatásához
- LDAP támogatás – autentikációhoz és autorizációhoz
- WEBDAV támogatás, MS Sharepoint-tal kompatibilis megoldás
- Spring Bean-ek resource kezelésre
- Elasticsearch keresőmotor a lapokon való tartalom kereséshez
- Hibernate – beépített perzisztencia motor
- c3p0 – Jdbc feletti beépített connection pool
- Ehcache – beépített Objektum cache

Az utóbbi 5-öt egybe olvasztva saját perzisztencia réteget nyújt a saját portlet-jei, ill. harmadik fél által fejlesztett portletek számára. Továbbá Hibernate HQL-jéhez nagyon hasonló Liferay QL-t is biztosít.
A fenti alapból beépített komponensek magasabb absztrakciós szintű csomagoló API-k révén apróbb konfiguráció elvégzésével egyszerűen cserélhetők. Pl. ha kedvünk van a c3p0-t lecserélhetjük más connection pool megvalósításra pl. az Apache DBCP-re is stb.

## Fejlesztési modellek
A liferay építőeleminek többszintű testreszabására van lehetőség. Ezek erősségük sorrendjében a következők:
- Plugin SDK szintű fejlesztés – pluginek fejlesztéséhez nyújtott egyszerű SDK (pl. portlet, theme, layout-ok)
- Ext környezetben való fejlesztés – az alapvető funkciók felüldefiniálásához, kibővítéséhez
- Hook-ok definiálása – csak bizonyos funkciók kiegészítéséhez, felüldefiniálásához
- Web proxy megoldás – komplett külső web alkalmazások testre szabott beillesztésére
- Portál konfigurációs fájljával (portal-ext.properties-sel) – portal testre szabhatóság

## Támogatási modell
A Liferay alapvetően a nyílt forráskódú fejlesztési modellt alkalmazza Community Edition (CE)-ben, a megfelelő eszközökkel (jira, svn).
A hibajavítások, finomhangolások azonban egy idő után (CE változat lezárása után) már csak az Enterprise Edition (EE)-ben jelennek meg szervizcsomagok formájában. Ennek eléréséhez a Liferay-től valamilyen licenc / támogatási forma szükséges. Jelenleg 3 szintű támogatás létezik a Liferay-hez: silver, gold, platinium.

## Termékeik
Fő termékeik:
- Liferay Portal Community Edition – aktív közösség által segített verzió a legújabb tulajdonságokkal
- Liferay Portal Enterprise Edition – üzleti verzió, amely magába foglalja a legfrissebb update-ek letölthetőségét valamint a teljes körű támogatást is. Ez a kiadás keresztül megy egy addicionális minőség biztosítási cikluson is.
  - 2016-ban az Enterprise Edition-t új márkanévvel ruházták fel, ez lett a Liferay DXP azaz Digital Experience Platform (Digitális tapasztalati platform),[2] melyet üzleti folyamatokhoz való kapcsolódásához terveztek a weben mobil eszközön vagy egyéb kapcsolódó eszközökön keresztül.[3]
- DXP Cloud – egy enterprise PaaS megoldás a Liferay DXP számára. Főbb jellemzők: magas rendelkezésre állás, fejlesztési ciklus, alkalmazás fejlesztés, monitorozás, irányítás
- Commerce – egy intuitív B2B és B2C kereskedelmi megoldás a Liferay DXP számára. Főbb összetevők: webhely és tartalom menedzselés, katalógus és termék böngészés, alkalmazás biztonság, fizetés és adó menedzselés, kedvezmények, pénztár, szállítás, integráció a Liferay Analytics Cloud
- Analytics Cloud – pontos vevői ismeretek növelése a digitális marketing részére. Főbb jellemzők: ügyfél profil, forgalom- és útvonal-analízis, oldal- és assetanalízis

Egyéb termékek:
- Liferay Sync – univerzális fájl és média állomány szinkronizáció, elérhető több platformon (windows, linux, mobil Os-eken)
- AlloyUI — egy UI keretrendszer webalkalmazások készítéséhez
- Liferay Faces — egy ernyő projekt, mely támogatást nyújt a JavaServer Faces (JSF) sztenderdhez a Liferay portálon belül
- Liferay Screens — mobil komponens könyvtár mobil alkalmazások készítéséhez Liferay-al a háttérben.
- Liferay IDE — Eclipse alá beépülő modulok halmaza Liferay Portal platform fejlesztéshez
- Liferay Marketplace — Liferay nyilvános alkalmazás boltja

## Főbb beépített portletek
A Liferay számos portlettel előretelepítve szállítják, melyek lefedik a portál rendszer alap funkcionalitását. Ezek a következők:
- Alerts and Announcements - riasztások és hirdetések
- Alfresco, Documentum, és más dokumentum könyvtári integráció
- Asset Publishing
- Blogs and blog aggregation
- Breadcrumbs
- Calendar- naptárfunkciók
- Chat
- Document and Image management - dokumentum- és könyvtárkezelés
- Document Library Manager, Recent Documents
- Knowledge Base - tudásbázis
- LDAP integráció
- Mail - e-mail kezelés
- Message Boards - üzenőfalak
- Nested Portlets - beágyazott portletek
- Page Ratings & Flags
- Polls - szavazások
- Site Map - webhely térkép
- Site Navigation - webhely navigáció
- Social Equity
- Software Catalog - szoftver katalógus
- Tags and Categories - megjelölések és kategóriák
- Themes - témák, melyek támogatják a Velocity és FreeMarker jelölő nyelvek használatát
- User Directory - Felhasználói könyvtár
- Web Content - webes tartalom
- Web Form Builder - webes űrlapok készítése
- WebDAV integráció
- Website Tool - webhely kezelési eszközök
- Wiki (támogatja mind a Creole-t, mind aMediaWiki szintaxist JAMWiki motoron keresztül)

## További tulajdonságok
- Skálázhatóság: Klasztertben is képes futni, ehhez azonban némely komponensek külön konfigurációt is igényelnek
- Web 2.0: Támogatja az Ajax-ot, JSON stringek használatát
- Portlet API 3.0 Részt vett a Portlet API 3.0-s verziójának kidolgozásában

## Magyar vonatkozások
2010 óta létezik a magyar képviselete a Liferay Hungary, mely a Liferay termékeihez szakértői támogatást nyújt, tanfolyamokat tart, valamint licence értékesítéssel is foglalkozik.
Több magyarországi fejlesztő cég is épít a Liferay-ra termékfejlesztési portfóliójukban, ilyen pl. az IQSYS, ECMC Consulting, Webtown, I-Logic, IND, AITIA International Zrt, Bull Magyarország Kft.
Több cég választotta a Liferay-t portál felületének, mint pl. a Vodafone Hungary, Fundamenta lakáskassza, Neckermann, MAVIR, Raiffeisen Bank Zrt., Budai Irgalmasrendi Kórház, NN biztosító, Magyar Parlament.
Magyarországi hivatalos partnerek (2017. október): Webtown-informatika Kft, Ixenit Kft.

## Érdekesség
Az S&P 500 vállalatai közül számos ezt a portált használja internetes megjelenésére.

## Verziótörténet
| Verzió     | Név         | Kiadás             | Dátum      | Letöltések/Hét |
| ---------- | ----------- | ------------------ | ---------- | -------------- |
| 7.2.0 A1   | Mueller     | Community Edition  | 2019-02-27 | 37             |
| 7.2.0 M2   | Mueller     | Community Edition  | 2019-02-01 | 2              |
| 7.1.2 GA3  | Judson      | Community Edition  | 2019-01-21 | 1.628          |
| 7.1.1 GA2  | Judson      | Community Edition  | 2018-11-13 | 38             |
| 7.1.0 GA1  | Judson      | Community Edition  | 2018-07-04 | 49             |
| 7.1.0 RC1  | Judson      | Community Edition  | 2018-06-29 | 0              |
| 7.1.0 B3   | Judson      | Community Edition  | 2018-06-12 | 0              |
| 7.1.0 B2   | Judson      | Community Edition  | 2018-05-26 | 0              |
| 7.0.6 GA7  | Wilberforce | Community Edition  | 2018-05-24 | 82             |
| 7.1.0 B1   | Judson      | Community Edition  | 2018-05-18 | 0              |
| 7.1.0 A2   | Judson      | Community Edition  | 2018-05-08 | 0              |
| 7.1.0 A1   | Judson      | Community Edition  | 2018-04-12 | 0              |
| 7.0.5 GA6  | Wilberforce | Community Edition  | 2018-03-27 | 43             |
| 7.1.0 M2   | Judson      | Community Edition  | 2018-03-23 | 0              |
| 7.1.0 M1   | Judson      | Community Edition  | 2018-03-05 | 0              |
| 6.2.5 GA6  | Newton      | Community Edition  | 2017-11-01 | 355            |
| 7.0.4 GA5  | Wilberforce | Community Edition  | 2017-10-25 | 82             |
| 7.0.3 GA4  | Wilberforce | Community Edition  | 2017-06-19 | 27             |
| 7.0.2 GA3  | Wilberforce | Community Edition  | 2016-08-16 | 73             |
| 7.0.1 GA2  | Wilberforce | Community Edition  | 2016-06-10 | 3              |
| 7.0.0 GA1  | Wilberforce | Community Edition  | 2016-05-17 | 8              |
| 6.2.3 GA4  | Newton      | Community Edition  | 2015-04-17 | ~              |
| 6.2.2 GA3  | Newton      | Community Edition  | 2015-01-15 | ~              |
| 6.2.1 GA2  | Newton      | Community Edition  | 2014-02-28 | ~              |
| 6.2.10 GA1 | Newton      | Enterprise Edition | 2013-12-3  | n.a.           |
| 6.2.0 GA1  | Newton      | Community Edition  | 2013-11-01 | ~              |
| 6.1.2 GA3  | Paton       | Community Edition  | 2013-08-23 | 42.000+        |
| 6.1.30 GA3 | Paton       | Enterprise Edition | 2013-08-16 | n.a.           |
| 6.1.1 GA2  | Paton       | Community Edition  | 2012-07-31 | 336.614+       |
| 6.1.20 GA2 | Paton       | Enterprise Edition | 2012-07-31 | n.a.           |
| 6.1.10 GA1 | Paton       | Enterprise Edition | 2012-02-15 | n.a.           |
| 6.1.0 GA1  | Paton       | Community Edition  | 2012-01-01 | 265 718        |
| 6.0.12 SP2 | Bunyan      | Enterprise Edition | 2011-11-07 | n.a.           |
| 6.0.6      | Bunyan      | Community Edition  | 2011-03-04 | 376.812        |
| 6.0.11 SP1 | Bunyan      | Enterprise Edition | 2011-01-13 | n.a.           |
| 5.2 SP5    | Augustine   | Enterprise Edition | 2010-10-20 | n.a.           |
| 6.0.10     | Bunyan      | Enterprise Edition | 2010-09-10 | n.a.           |
| 6.0.5      | Bunyan      | Community Edition  | 2010-08-16 | 300.560        |
| 6.0.4      | Bunyan      | Community Edition  | 2010-07-23 | 34.209         |
| 6.0.3      | Bunyan      | Community Edition  | 2010-07-20 | 16.263         |
| 6.0.2      | Bunyan      | Community Edition  | 2010-06-08 | 34.436         |
| 5.2 SP4    | Augustine   | Enterprise Edition | 2010-05-19 | n.a.           |
| 6.0.1      | Bunyan      | Community Edition  | 2010-04-20 | 27.565         |
| 5.1 SP5    | Calvin      | Enterprise Edition | 2010-03-12 | n.a.           |
| 6.0.0      | Bunyan      | Community Edition  | 2010-03-04 | 16.231         |
| 5.2 SP3    | Augustine   | Enterprise Edition | 2010-01-07 | n.a.           |
| 5.2 SP2    | Augustine   | Enterprise Edition | 2009-11-17 | n.a.           |
| 5.1 SP4    | Calvin      | Enterprise Edition | 2009-10-23 | n.a.           |
| 5.2 SP1    | Augustine   | Enterprise Edition | 2009-08-07 | n.a.           |
| 5.1 SP3    | Calvin      | Enterprise Edition | 2009-07-20 | n.a.           |
| 5.2        | Augustine   | Enterprise Edition | 2009-06-01 | n.a.           |
| 5.2.3      | Augustine   | Community Edition  | 2009-05-12 | 427.726        |
| 5.1 SP2    | Calvin      | Enterprise Edition | 2009-05-12 | n.a.           |
| 5.2.2      | Augustine   | Community Edition  | 2009-02-26 | 102.367        |
| 5.1 SP1    | Calvin      | Enterprise Edition | 2009-02-18 | n.a.           |
| 5.2.1      | Augustine   | Community Edition  | 2009-02-03 | 42.720         |
| 5.2.0      | Augustine   | Community Edition  | 2009-01-26 | 7.143          |
| 5.1 SP     | Calvin      | Enterprise Edition | 2008-12-16 | n.a.           |
| 5.1.2      | Calvin      | Community Edition  | 2008-10-03 | 178.934        |
| 5.1.1      | Calvin      | Community Edition  | 2008-08-11 | 84.246         |
| 5.1.0      | Calvin      | Community Edition  | 2008-07-17 | 31.761         |
| 5.0.1 RC   | Luther      | Community Edition  | 2008-04-14 | 101.543        |
| 5.0.0 RC   | Luther      | Community Edition  | 2008-04-09 | 10.704         |